# Chronologie du Mouvement de libération nationale arménien
Cet article est une chronologie du Mouvement de libération nationale arménien, reprenant les grandes dates du mouvement.

## Années 1860
- 1862 : Première révolte de Zeïtoun (Empire ottoman)
- 17 mars 1863 : Constitution nationale arménienne (Empire ottoman)
- 1863 : Fondation de l'Assemblée nationale arménienne (Empire ottoman)

## Années 1870
- 3 mars 1872 : Fondation de l'Union du salut
- 1878 : Fondation de la Société de la Croix noire
- Mai 1878 : Traité de San Stefano, Article 16 (Empire ottoman)
- Juin-juillet 1878 : Délégation arménienne au congrès de Berlin menée par l'archevêque Mkrtich Khrimian (Empire ottoman)
- Juillet 1878 : Traité de Berlin, Article 61 (Empire ottoman)

## Années 1880
- 1881 : Fondation des Protecteurs de la Patrie à Erzeroum (Empire ottoman)
- 1885 : Fondation du parti Arménagan (Arménie russe)
- 1887 : Fondation du parti social-démocrate Hentchak
- 1889 : Échauffourée de Bashkale (en) (Empire ottoman)
- 1889 : Fondation de la Young Armenia Society (Arménie russe)

## Années 1890
- 1890 : Fondation de la Fédération révolutionnaire arménienne (Arménie russe)
- 27 juillet 1890 : Manifestation de Koum-Kapou (Empire ottoman)
- 27 septembre 1890 : Expédition de Gougounian (Empire ottoman)
- 1892 : Mkrtich Khrimian devient Catholicos de tous les Arméniens
- 1894 : Révolte du Sassoun (Empire ottoman)
- 1895 : Projet de réformes en Arménie ottomane (Empire ottoman)
- 30 septembre 1895 : Manifestation de Bab Ali (Empire ottoman)
- 1894-1896 : Massacres hamidiens (Empire ottoman)
- Octobre 1895 : Début de la Rébellion de Zeïtoun (Empire ottoman)
- 3-11 juin 1896 : Résistance de Van (Empire ottoman)
- 26 août 1896 : Prise de la Banque ottomane (Empire ottoman)
- 25-27 juillet 1897 : Expédition de Khanasor (en) (Empire ottoman)

## Années 1900
- Novembre 1901 : Bataille du Monastère des Saints Apôtres (Empire ottoman)
- 12 juin 1903 : Décret de confiscation des biens du clergé arménien (Arménie russe)
- 12 juin 1904 : Deuxième insurrection de Sassoun (en) (Empire ottoman)
- 22 janvier 1905 : Début de la Révolution de 1905 en Russie (Arménie russe)
- 1905-1907 : Massacres arméno-tatars (Arménie russe)
- 21 juillet 1905 : Tentative d'assassinat de Yıldız (Empire ottoman)
- 1907 : Mort de Mkrtich Khrimian
- 1908 : Révolution des Jeunes-Turcs (Empire ottoman)

## Années 1910
- 1911 : Georges V Soureniants devient Catholicos de tous les Arméniens
- Janvier 1912 : Arrestation d'intellectuels arméniens (Arménie russe)
- Novembre 1912 : création de la Délégation nationale arménienne par Georges V Soureniants, présidée par Boghos Nubar Pacha

### 1914
- 8 février 1914 : Projet de réformes en Arménie ottomane (Empire ottoman)
- 1er novembre 1914 : Offensive Bergmann. Drastamat Kanayan et le deuxième bataillon des unités de volontaires arméniens (Campagne du Caucase)
- 16 décembre 1914 : Abrogation du projet de réformes (Empire ottoman)
- 1914 : Bataille de Sarikamish. Hamazasp Srvandztyan (en) et le troisième bataillon de volontaires. Keri et le quatrième bataillon de volontaires (Campagne du Caucase)

### 1915
- Mars 1915 : Résistance de Zeytoun (en) (Empire ottoman)
- Avril-mai 1915 : Défense de Van (Empire ottoman)
- 24 avril 1915 : Rafle des intellectuels arméniens de Constantinople (Empire ottoman)
- 27 mai 1915 : Loi Tehcir (Empire ottoman)
- 2-30 juin 1915 : Insurrection de Shabin-Karahisar (en) (Empire ottoman)
- 15 juin 1915 : Les 20 pendus du Hentchak (Empire ottoman)
- Juin 1915 : Début de la résistance du Musa Dagh (Empire ottoman)
- 26 juillet 1915 : Bataille de Manzikert (Empire ottoman)
- Septembre 1915 : Résistance d'Urfa (en) (Empire ottoman)
- 12-14 septembre 1915 : Sauvetage des Arméniens du Musa Dagh par la marine française et débarquement des réfugiés à Port-Saïd

### 1916
- Août 1916 : Bataille de Bitlis. Andranik et ses volontaires (Campagne du Caucase)

### 1917
- 23 février 1917 : Révolution russe (Arménie russe)
- 11 octobre 1917 : Constitution du Congrès national arménien (Arménie russe)
- Octobre 1917 : Constitution du Conseil national arménien (Arménie russe)
- 7 novembre 1917 : Domination bolchevique (Arménie russe)
- 5 décembre 1917 : Armistice d'Erzincan

### 1918
- 3 mars 1918 : Traité de Brest-Litovsk
- 10 avril 1918 : Fondation de la République démocratique fédérative de Transcaucasie
- 26 mai 1918 : Bataille de Sardarapat
- 26-28 mai 1918 : Dissolution de la République démocratique fédérative de Transcaucasie
- 28 mai 1918 : Proclamation de la République démocratique d'Arménie
- 4 juin 1918 : Traité de Batoum
- 30 octobre 1918 : Armistice de Moudros

### 1919
- 26 janvier 1919 : Mort d'Aram Manoukian
- 5 juillet 1919 : Cours martiales turques de 1919-1920

## Années 1920
- 10 août 1920 : Traité de Sèvres
- 29 septembre - 2 décembre 1920 : Guerre arméno-turque
- 25 novembre 1920 : Simon Vratsian devient premier ministre
- Fin novembre - début décembre 1920 : Invasion de l'Arménie par l'Armée rouge
- 2 décembre 1920 : Proclamation de la République socialiste soviétique d'Arménie
- 3 décembre 1920 : Traité d'Alexandropol
- 6 décembre 1920 : Entrée de la XIe Armée rouge à Erevan et chute du gouvernement arménien

### 1921
- Février 1921 : Début de l'Insurrection de février (1921) (en)
- 15 mars 1921 : Assassinat de Talaat Pacha par Soghomon Tehlirian (opération Némésis)
- 16 mars 1921 : Traité de Moscou
- 26 avril 1921 : Proclamation de la République arménienne de la montagne
- 13 juillet 1921 : La République arménienne de la montagne fait en sorte que Syunik fasse partie de l'Arménie
- 5 juillet 1921 : Le Haut-Karabagh est donné à la RSS d'Azerbaïdjan par Staline
- 13 juillet 1921 : Dissolution de la République arménienne de la montagne
- 13 octobre 1921 : Traité de Kars

### 1922
- 12 mars 1922 : Dissolution de la RSS d'Arménie qui est intégrée dans la République socialiste fédérative soviétique de Transcaucasie
- 21 juillet 1922 : Assassinat de Djemal Pacha (opération Némésis)

## Années 1970

### 1977
- Attentats de Moscou attribués à un groupe terroriste arménien par le KGB